# 郡法院
郡法院，或稱縣法院，是指設在一個或橫跨多個縣（英國的則是郡）的司法管轄權內的地方法院。

## 英格蘭和威爾斯
英格蘭和威爾斯共有216間郡法院、主要審理大部份民事訴訟、一部分的家事案件和破產案件。當地法院行政管理機關是英國司法部轄下的執行機關女王陛下法院及審裁處事務局（Her Majesty's Courts and Tribunals Service）。郡法院是根據現行1984年郡法院法令（County Courts Act 1984）依法運作。在英格蘭和威爾斯的法院中審理的民事案件是根據1998年民事訴訟程序規則（The Civil Procedure Rules 1998）標準進行。
現在的郡法院制度是自1846年郡法院法通過，並於1847年生效時正式設立。根據現行法例，郡法院受理訴額30,000英鎊或以下的民事案件。現在的制度下完全是以成文法進行聆訊，和中世紀是各郡長官所設置的同名「郡法院」司法性質上並不一致。

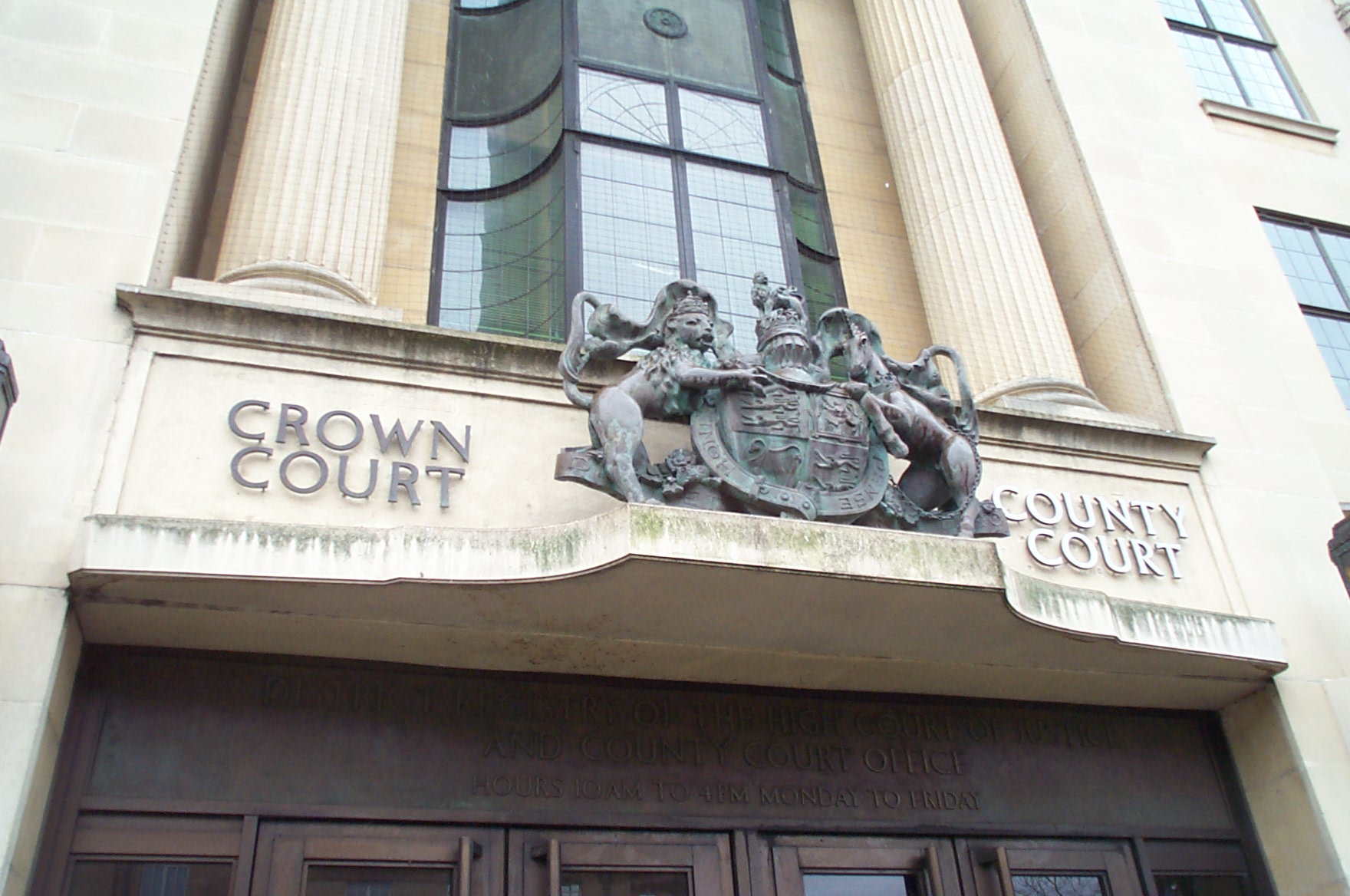
牛津的皇室法院和郡法院所在地。

要於郡法院提出訴訟，可以親臨法院或郵寄方式興訟，部分案件可通過互聯網興訟。通常情況下，案件會於被告居住地司法轄區內的法院審理該案。當地的民事案件並不是用陪審制。郡法院的法官可由大律師或事務律師出身者擔任，而高等法院的法官多由大律師出身者擔任。
大多數郡法院會有最少一名巡迴法官（circuit judge）和一名地方法官（district judge）。所有法官都會審理訴額值5,000英鎊至15,000英鎊的案件。巡迴法官基本上會審理訴額15,000英鎊以上，或特別重要與複雜的案件。未滿5,000英鎊的民事訴訟案，會交由郡法院的「小額申索途徑」（Small Claims Track）處理。一般市民稱之為「少額錢債審裁處」，但沒有獨立法院，而是設在郡法院內。如要對郡法院的判決提出上訴，會上訴至英格蘭和威爾斯高等法院審理。
在涉及錢債的案件中，原告可向郡法院申請提出訴訟。當法院作出判決後，法院可派執達吏將財産扣押以支付被告所欠金額。此外，本方法亦適用於勞資糾紛案件中。

## 澳洲
澳洲只有維多利亞州設有作為二審法院的維多利亞州郡法院，其他部分州份的二審法院名為地方法院（District Court）。兩者均有權審理除叛國罪、謀殺和誤殺以外，以公訴形式提出的刑事檢控案件。民事訴訟方面，法院有權審理訴額於數萬澳元至數十萬澳元的訴訟。各州法院的上限和下限有所不同。在二審法院以下的是裁判法院（Magistrates' Court），而二審法院以上的是各州最高法院（Supreme Court）。另一方面，塔斯曼尼亞州、北領地、澳洲首都領地和諾福克島採取了二審制，沒有中間層級的上訴法院。

## 美國
在美國，各州按各自法律設縣法院。

## 外部連結
- The County Court （页面存档备份，存于）（Courts and Tribunals Judiciary）（英文）